# Хотел Парк Ниш
Хотел Парк се налази у центру града Ниша, у улици 7. јула, крај градског парка. Ово је први јавни објекат са свим карактериситкама модерне архитектуре и предтсавник архитектуре Ниша из периода модерне.

## Изградња
Објекат је грађен од 2. јуна 1936. до 31. октобра 1937. године, по пројекту београдског архитекте Александра Секулића и инжењера Драгог Владимировића, који је радио статику објекта. Власник хотела је био Коста Стојиљковић, син познатог нишког гвожђарског трговца Живка Стојиљковића. Вредност радова изградње овог објекта је износила осам милиона динара.

## Архитектура
Овај објекат је био једини модеран хотел у Нишу пре, па и после рата. Имао је сто кревета, централно грејање, воду, телефоне по собама, гараже, биоскоп и богату, модерну кухињу.

## Историја
Објекат поседује значајне историјске вредности. У хотелу су фашисти током рата сместили официрски клуб, а у просторијама ресторана организовали су забаве. У њему је 3. августа 1941. године изведена акција на фашисте, бацањем бомбе у салу хотела при чему је убијено и рањено више немачких официра.

## Споменик културе
Прва спомен плоча постављена је на фасади хотела 1948. године. Било је то једно од првих обележја Народно ослободилачких ратова у Нишу. У јесен 1982. године расписан је конкурс за ново решење обележја. Од десет приспелих радова првонаграђени је рад је био вајара Војина Стојића из Београда. Он је осим спомен-плоче са текстом на фасади хотела, догађај обележио и ликовно. На зиду објекта, у продужетку исте спомен-плоче, представио је рељефно експлозију бомбе. Истовремено је у суседном парку, извајао скулптуру Искра револуције. То је ликовно вредан споменик од нерђајућег челика, који симболише тренутак експлозије бомбе бачене у салу хотела. Обележје на хотелу и споменик у парку свечано су откривени 14. октобра 1986. године. Због својих историјских и архитектонских вредности, хотел је стављен под заштиту закона 1983. године.